# Калиновка (Становлянский район)
Кали́новка — село в Становлянском районе Липецкой области. Входит в состав Краснополянского сельсовета.

## История
В 1960 году указом Президиума Верховного Совета РСФСР село Богослово переименовано в Калиновку.

## Население
| 2010 |
| ---- |
| 4    |

## Улицы
В деревне имеется одна улица — Сиреневая.